# Karizmatikus mozgalom
Karizmatikus mozgalom minden olyan Szentháromságot valló keresztény közösség, melynek lelkületében a Szentlélek és adományai (karizmái) nagyobb hangsúlyt kapnak.
Mint vallásfenomenológiai terminus a mai kereszténységben: a Bibliában (Újszövetség) szereplő szellemi (pneumatikus) ajándékok (például gyógyítás, glosszolália, prófétálás stb.) kontinuitását valló közösségek tagjai. A karizmatikus (karizmával rendelkező) mozgalom tagjai úgy vélik: ma is lehetséges a karizmák gyakorlása, mi több, ezek jelenléte jele a kereszténység posztmodern megújulásának. A mozgalom pánkeresztény jellegzetességeket mutat, egyben túlmutat az ökumenikus mozgalom  ismeretkritikáján, tagságuk zöme a felekezeti kereteken túl, a hitben újra egyesülő kereszténységet vizionál.
Aki a nyomomba lép, hatalmasabb nálam. Arra sem vagyok méltó, hogy hogy lehajoljak és megoldjam a saruszíját. Én vízzel keresztellek, ő majd Szentlélekkel keresztel benneteket.
A karizmatikus mozgalmaknak sok változata van, általában nincs alapítójuk. 
Szokás megkülönböztetni a pünkösdi és a karizmatikus mozgalmat (például a Katolikus karizmatikus megújulás) – ebben az értelemben a karizmatikusság a korábbi pünkösdi gyülekezetek egyes gyakorlatának átvételét jelenti a már létező protestáns illetve katolikus egyházakban. A legtöbb karizmatikus továbbra is az addigi egyházában folytatja hitéletét.

## Történet
A karizmatikus mozgalom előzményét általában a klasszikus pünkösdi mozgalomra, a 20. század elejére, Charles F. Parham, majd William J. Seymour szolgálatára  vezetik vissza.
Ez a mozgalom az 1950-es években az Amerikai Egyesült Államokban, Hollandiában és Angliában kezdődött protestáns, részben pünkösdista csoportokban. 
A katolikus karizmatikus megújulás 1967-ben indult. A metodistáknál az 1970-es években jelentkezett.
A mozgalom számos, felekezeteken átívelő szövetségi közösség megalapításához vezetett, mint például a Szellem kardja (Sword of the Spirit) és Isten Szava (Word of God).